# Iulia Ganicikina
Iulia Valerievna Ganicikina (în rusă Юлия Валерьевна Ганичкина) (n. 6 septembrie 1989, în satul Kanaevka din Regiunea Penza)  este  o handbalistă din Rusia care joacă pentru echipa BNTU Minsk din Belarus. Ganicikina evoluează pe postul de intermediar dreapta.

## Biografie
Ganicikina a început să joace handbal la vârsta de 14 ani, cu profesorul A. N. Homutov. În 2004, ea a ajuns la echipa ucraineană Smart Krivoi Rog, unde a jucat până în 2010. În 2009, Ganicikina a ajuns cu echipa din Krivoi Rog până în optimile Cupei Challenge EHF.
În 2010, Ganicikina a revenit în Rusia, după ce a semnat un contract cu Kuban Krasnodar. Pe 26 iunie 2014 s-a anunțat că Iulia Ganicikina și colega ei de la Kuban Anastasia Boldîreva se vor afla în probe în vederea transferului la echipa românească HC Dunărea Brăila, care joacă în Liga Națională.
Iulia Ganicikina a absolvit Universitatea de Stat pentru Educație Fizică, Sport și Turism din Kuban. Pentru performanțele ei sportive a fost recompensată cu titlul de Maestru al Sportului.

## Viața personală
Iulia Ganicikina nu are copii și nu este căsătorită. Îi plac filmele și călătoriile, iar genul muzical ascultat depinde de dispoziția ei, de la rock la muzică pop. Filmele ei preferate sunt Totul va fi bine și Gladiatorul, iar actorii preferați Nicolas Cage, Vin Diesel, Will Smith, Keira Knightley, Penélope Cruz și Jennifer Aniston.

## Palmares
- Cupa EHF:
  - Sfertfinalistă: 2013